# Lužica
Lužica (gornjolužičkosrpski: Łužica, donjolužičkosrpski: Łužyca, njemački: Lausitz, poljski: Łużyce, češki: Lužice) povijesna je regija u središnjoj Europi. Ime potječe od lužičkosrpske riječi za močvaru. Ovo područje koje se najvećim dijelom nalazi u Njemačkoj domovina je Lužičkih Srba.
Lužica se obično dijeli na dva povijesno različita dijela: Gornju i Donju Lužicu.

## Povijest
Slaveni su naselili ove prostore oko 600-te godine. Lužica je bila dio Samovog carstva, prve slavenske države, te nakon raspada carstava, Velikomoravske kneževine. Lužica postaje dio Saske, a od 1200. godine veliki broj Germana počinje naseljavati Lužicu.
Godine 1815. Bečkim kongresom Lužica je dodijeljena Pruskoj. Lužički Srbi su tražili autonomnu regiju, ali je ona ipak podijeljena između nekoliko pruskih pokrajina. Krajem 19. i početkom 20. stoljeća počinje nacionalno buđenje Lužičkih Srba, osnivaju mnoge nacionalne organizacije, a njihov broj je oko 150.000. Postoji snažna težnja za neovisnosti. Dolaskom nacista na vlast u Njemačkoj, počinje progon Lužičkih Srba, njihov jezik, organizacije i tiskovine su zabranjeni. Lužički Srbi su bili uhićivani, pogubljeni ili poslani u izgnanstvo. Veliki broj je završio u koncentracijskim logorima iz kojih mnogi nisu izašli. Procjenjuje se da ih je ubijeno oko 20.000.
Poslije Drugog svjetskog rata Lužica je podijeljena između Istočne Njemačke i Poljske. Poljski komunisti su protjerali Lužičke Srbe zajedno s Nijemcima. Lužički Srbi ponovo traže stvaranje Lužičke Slobodne Države ili priključivanje Lužice Čehoslovačkoj. U Pragu 300.000 ljudi prosvjedovalo je u ime lužičke nezavisnosti. Napori za postizanjem nezavisnosti nisu urodili plodom zbog pojedinih geo-političkih interesa. Organizacija Domowina zalagala se za budućnost u sklopu Njemačke. Godine 1950. Lužički Srbi su dobili jezičnu i kulturnu autonomiju.